# Godwin Odiye
Godwin Odiye (ur. 17 kwietnia 1956 w Lagos) – nigeryjski piłkarz grający na pozycji środkowego obrońcy. W swojej karierze rozegrał 39 meczów i strzelił 2 gole w reprezentacji Nigerii.

## Kariera klubowa
Swoją karierę piłkarską Odiye rozpoczął w klubie ACB Lagos FC, w którym grał do 1977 roku. W 1978 roku wyjechał do Stanów Zjednoczonych, gdzie grał w takich klubach jak: San Francisco Dons (1978-1982), San Francisco Greek Americans (1983-1984) i New York Greek American AA (1984-1994).

## Kariera reprezentacyjna
W reprezentacji Nigerii Odiye zadebiutował w 1976 roku. W tym samym roku został powołany do kadry na Puchar Narodów Afryki 1978. Zagrał w nim w sześciu meczach: grupowych z Zairem (4:2), z Sudanem (1:0) i z Marokiem (1:3) oraz w fazie finałowej z Gwineą (1:1), z Marokiem (1:2) i z Egiptem (3:2). Z Nigerią zajął 3. miejsce w tym turnieju.
W 1978 roku Odiye został powołany do kadry na Puchar Narodów Afryki 1978. Wystąpił w nim w pięciu meczach: grupowych z Górną Woltą (4:2), z Ghaną (1:1) i z Zambią (0:0) i w półfinałowym z Ugandą (1:2). Z Nigerią ponownie zajął 3. miejsce w Afryce.
W 1980 roku Odiye był w kadrze Nigerii na Puchar Narodów Afryki 1980. W tym pucharze wystąpił w trzech meczach: grupowym z Egiptem (1:0), półfinałowym z Marokiem (1:0) i finałowym z Algierią (3:0). Z Nigerią wywalczył mistrzostwo Afryki. W kadrze narodowej grał do 1980 roku. Wystąpił w niej 39 razy i strzelił 2 gole.